# Through the Woods
Through the Woods ist ein Computerspiel des norwegischen Entwicklungsstudios Antagonist. Das dem Genre Horror zuzurechnende Adventure wurde 2016 vom russischen Publisher 1C für PCs mit dem Betriebssystem Windows veröffentlicht. Das Spiel handelt von einer alleinerziehenden Mutter, deren Sohn in eine fremdartige Welt entführt wird; im Vordergrund steht ihre beschwerliche und gefährliche Reise. Das Hauptgeschehen wird allerdings als Rückblende erzählt.

## Handlung
Die verwitwete Karen Dahl lebt mit ihrem 12-jährigen Sohn Espen in einem abgelegenen Holzhaus an einem großen See in Norwegen. Ihr Ehemann, Erik Dahl, beging vor einigen Jahren Selbstmord, nachdem er Espen in einem Sorgerechtsstreit während einer Scheidung an Karen verlor. Seither muss sie Espen alleine großziehen, doch sie und ihr Sohn entfremden sich zusehends voneinander.
Eines frühen Morgens wird Espen entführt, Karen kann gerade noch beobachten, wie ein alter Mann ihren Sohn mit einem Ruderboot verschleppt. Sie springt sofort ins Wasser und schwimmt hinterher, bis sie an ein ihr unbekanntes Eiland gelangt. Sie macht sich an die Erkundung der Insel und die Verfolgung von dem alten Mann. Espen hat eine Spur aus Reflektoren gelegt, der Karen folgen kann. Sie entdeckt verlassene Wikingersiedlungen, dort zurückgelassene Tagebücher und Flugblätter enthüllen nach und nach eine tragische Geschichte. Zudem muss Karen feststellen, dass sie sich in einer von der nordischen Mythologie beeinflussten Parallelwelt befindet: Der Mond ist seltsam zerkratzt und sie begegnet gefährlichen, übernatürlichen Kreaturen wie gewaltigen Trollen und einer Huldra. Karen gelingt es schlussendlich, das Geheimnis der Insel zu ergründen:
Nach dem Ende der Ragnarök blieb von der Welt nur die Insel Hoddmimis Holt übrig. Dort sollte der Gott Vidar den Höllenhund Fenris töten. Wegen einer schwerwiegenden Kriegsverletzung konnte er die Tat jedoch nicht ausführen und ging einen Pakt mit Fenris ein: Der Wolf sollte die Insel verschonen und dafür würde ihm alle fünf Jahre ein auf der Insel lebendes Kind geopfert werden. Ein Bewohner der Insel, Old Erik genannt, übernahm die Aufgabe, nachdem sein eigener kleiner Sohn freiwillig in Fenrirs Schlund gesprungen war. Seitdem lebte er abgeschieden nahe dem Schlund und war bei den Bewohnern, denen er regelmäßig Kinder stahl, verhasst. Als der Insel die Kinder ausgingen, entdeckte Old Erik per Zufall eine Verbindung zwischen der Insel und der realen Welt. Von nun an entführte er aus dieser Kinder, um sie Fenris zu opfern und ging als Sagengestalt, die unartige Kinder holt, in die Folklore der Anwohner des Sees ein. Dummerweise entdeckte Fenris durch Old Erik die Verbindung zwischen den Welten und drohte nun, beide zu verschlingen, wenn er nicht weiter in regelmäßigen Abständen seine Opfer bekommt. In der Zwischenzeit hatten sich fast sämtliche Inselbewohner bei einem gemeinsamen Festgelage mittels Gift oder Galgen das Leben genommen, um Old Erik zu entkommen und Fenris nicht mehr dienen zu müssen.
Karen setzt ihre Reise unermüdlich fort, nahe der heiligen Opferstätte begegnet sie den Brüdern Skalli und Hati. Die beiden Himmelswölfe versuchen zunächst, Karen zu zerfleischen, gehen aber dann einen Pakt mit ihr ein: vor über hundert Jahren waren die Brüder von den Inselbewohnern überlistet und in besonders tiefen Schluchten der Insel eingesperrt worden. Karen hat einen magischen Schlüssel entdeckt, der die Tore öffnen und so die beiden Wölfe freilassen kann. Sie selbst nutzt nach ihrer Flucht eine Abkürzung durch ein verhextes Moor, um zur Opferstätte auf der Bergspitze zu gelangen.
Im Moor wartet jedoch die Göttin Hel auf Karen und lässt die Frau ihre schlimmste Untat noch einmal durchleben: als Espen noch klein war, hatte sie dem Kind den Arm gebrochen. In der Folgezeit zerstritten sich Karen und Erik deswegen und es kam zum Scheidungskrieg. Durch arglistige Täuschung war es Karen gelungen, das alleinige Sorgerecht über Espen für sich zu gewinnen. Infolgedessen nahm sich ihr Ex-Ehemann das Leben. Als Karen schlussendlich Old Erik und Espen einholt, muss sie feststellen, dass ihr Sohn sein Schicksal, zum Wohle aller Menschen geopfert zu werden, akzeptiert hat. Bei ihrem Versuch, ihn von der Selbstopferung abzuhalten, stürzen Karen, Espen und Old Erik in den Abgrund.
Karen erwacht am Ufer des Sees ihrer Welt. Im Wasser treiben die Leichen von Espen und Old Erik. Sie versucht noch, ihren Sohn zu reanimieren, hat aber keinen Erfolg. Um Espens Opfer und das aller zuvor geopferter Kinder nicht umsonst gewesen sein zu lassen, übernimmt Karen fortan Old Eriks Aufgabe, Fenris alle fünf Jahre ein Kind zu opfern, um ihre Welt vor der Zerstörung zu retten.

## Spielprinzip und Technik
Through the Woods ist ein Third-Person-3D-Adventure. Die dreidimensionale Spielumgebung wird von der Unity-Engine in Echtzeit berechnet. Die Kamera ist hinter dem Kopf der Protagonistin Karen positioniert. Mit der Maus und den WASD-Tasten steuert der Spieler Karen durch die Spielwelt, wobei ihr die Kamera stets folgt. Den größten Spielanteil nimmt das Erkunden der verwunschenen Insel in Anspruch. Die Spielwelt ist weitgehend frei begehbar, nicht für die Erkundung vorgesehene Areale werden durch Barrieren wie Felsen, Zäune oder Wasserflächen versperrt. Nähert sich Karen einem Objekt, das sie untersuchen oder manipulieren kann, wird die Interaktionsmöglichkeit auf dem Bildschirm angezeigt und kann durch einen Tastendruck ausgelöst werden. Ein Inventar wie bei klassischen Adventures gibt es nicht; Karen verfügt lediglich über eine Taschenlampe, um dunkle Räume zu erkunden, und über die Fähigkeit zu schleichen. Kämpfen mit potenziellen Gegnern muss ausgewichen werden, indem Karen diese weiträumig umgeht oder sich an ihnen vorbeischleicht. Gelegentlich findet Karen Notizen, die Hinweise zur Geschichte der Insel und damit zur Hintergrundgeschichte des Spiels liefern.

## Produktionsnotizen
Through the Woods begann als Bachelor-Arbeit im Rahmen des Studiums einiger der späteren Produzenten. Das Entwicklungsstudio Antagonist wurde Anfang 2014 gegründet; nach Vorarbeiten begann die eigentliche Produktion des Spiels im Juli desselben Jahres. Im Oktober 2014 erhielt Antagonist eine Förderung des staatlichen Norwegian Film Institute in Höhe von 300.000 NOK (damals ca. 35.700 EUR) für die weitere Produktion von Through the Woods. Im Mai 2015 starteten die Produzenten eine vierwöchige Crowdfunding-Kampagne auf der Plattform Kickstarter, um 40.000 US-Dollar für die weitere Produktion des Spiels einzunehmen. Die Kampagne war erfolgreich.
Die Grafik des Spiels ist inspiriert vom Werk des norwegischen Malers Theodor Kittelsen. Tonaufnahmen für Umgebungsgeräusche und Fotos für Naturtexturen wurden im nahe dem Antagonist-Büro gelegenen Wald rund um den Sognsvann-See aufgenommen. Ein besonderes stilistisches Merkmal ist, dass die Tonspur der Protagonistin Karen zwar zum jeweiligen Geschehen am Bildschirm passt, aber eine Rückblende darstellt – Karen erzählt rückblickend von den Geschehnissen auf der verwunschenen Insel.

### Sprecher
| Rolle    | Sprecher                  |
| -------- | ------------------------- |
| Karen    | Malin Pettersen           |
| Espen    | Andrea Therese Fostervold |
| Old Erik | Stian Willums             |

Die Sprecher sprachen sowohl die englische als auch die norwegische Fassung des Spiels ein. Eine Ausnahme stellt die Rolle der Karen dar, deren norwegische Fassung von Amanda Vien gesprochen wurde. Die Sprecherin des Jungen Espen, Andrea Therese Fostervold, ist in Norwegen als TV-Schauspielerin bekannt. Im Spiel können Untertitel in Deutsch, Englisch, Französisch, Italienisch, Norwegisch, Russisch oder Spanisch ausgewählt werden.

## Rezeption
Fachmedien äußerten sich im Vorfeld der Veröffentlichung optimistisch. Anhand von Material, das auf Messen wie der Game Developers Conference oder der Penny Arcade Expo gezeigt wurde, nahm beispielsweise IGN das Spiel in seine Liste „15 Most Anticipated Horror Games of 2016“ auf, PC World listete es unter den „15 quirky, fun indie PC games that blew us away at PAX“.
Nach der Veröffentlichung erhielt Through the Woods gemischte Bewertungen. Die Rezensionsdatenbank Metacritic aggregiert 10 Rezensionen zu einem Mittelwert von 63. Das deutsche Magazin 4Players lobte die grafische und klangliche Aufmachung des Spiels, dessen „aufwändige Kulissen“ sich zu einer „plastischen Umgebung“ zusammenfügten, sowie die „unaufgeregte Erzählweise“, die einen angenehmen Kontrast zu den oft überzeichneten Narrativen vergleichbarer Spiele böte. Redakteur Benjamion Schmädig kritisierte ein stellenweise simples und repetitives Gameplay, das eine Inventarfunktion vermissen lasse. Außerdem würden die kulturellen Bezüge zur nordischen Mythologie nur unzureichend beleuchtet und wegen handwerklich schlecht gemachter Zwischensequenzen entstehe keine emotionale Bindung zu Spielfiguren und Handlung. Das Magazin PlayNation hob ein „erfrischendes Setting“, den Grafikstil, die klangliche Untermalung und die Atmosphäre der Spielwelt positiv hervor. Negativ angemerkt wurden technisch überkommene Texturen und eine teils verwirrende Story.

### Auszeichnungen
- Norwegian Game Awards, Kategorie „Sound of the Year“ (2015)[12]